# Клембак
Клемба́к (фр. Climbach) — коммуна на северо-востоке Франции в регионе Гранд-Эст (бывший Эльзас — Шампань — Арденны — Лотарингия), департамент Нижний Рейн, округ Агно-Висамбур, кантон Висамбур.
Площадь коммуны — 7,15 км², население — 518 человек (2006) с тенденцией к стабилизации: 503 человека (2013), плотность населения — 70,4 чел/км².

## Население
Население коммуны в 2011 году составляло 507 человек, в 2012 году — 505 человек, а в 2013-м — 503 человека.
| 1962 | 1968 | 1975 | 1982 | 1990 | 1999 | 2006 | 2008 | 2011 | 2012 | 2013 |
| ---- | ---- | ---- | ---- | ---- | ---- | ---- | ---- | ---- | ---- | ---- |
| 443  | 458  | 459  | 514  | 480  | 516  | 518  | 523  | 507  | 505  | 503  |

Динамика населения:

## Экономика
В 2010 году из 303 человек трудоспособного возраста (от 15 до 64 лет) 219 были экономически активными, 84 — неактивными (показатель активности 72,3 %, в 1999 году — 70,2 %). Из 219 активных трудоспособных жителей работали 199 человек (104 мужчины и 95 женщин), 20 числились безработными (10 мужчин и 10 женщин). Среди 84 трудоспособных неактивных граждан 25 были учениками либо студентами, 36 — пенсионерами, а ещё 23 — были неактивны в силу других причин.